# Покровська церква (Умань)
Покровська церква одна з існуючих храмів УПЦ МП в місті Умань. Будувалась з 2008 по 2010 роки.
Адреса: 20300, м. Умань, Черкаська область, вулиця Шкільна, мікрорайон «Нова Умань»

## Історія
Розпочато будівництво у 2002 році. Наприкінці 2010 року після освяти церква почала свою роботу.

## Галерея